# Bertrand d'At
Bertrand d'At (né Bertrand d'At de Saint-Foulc le 23 juillet 1957 à Talence et mort le 2 juillet 2014 à Mulhouse) est un danseur et chorégraphe français.

## Carrière
Formé au Conservatoire de Dijon, puis à l'École Mudra, il commence sa carrière avec Maurice Béjart, avant de devenir, en 1993, codirecteur du Ballet Cullberg avec Carolyn Carlson, puis directeur du Ballet du Rhin en 1997.

### Ballet du Rhin
Avant d'en devenir le directeur pendant quinze ans (de 1997 à 2012), il y fait sa marque en établissant des collaborations fructueuses, notamment avec Lucinda Childs, tout en continuant à chorégraphier lui-même. 
On lui doit notamment la chorégraphie du Prince des pagodes de Benjamin Britten et Roméo et Juliette, créé en 1990 et considéré comme son chef-d'œuvre. 
Il a également créé plusieurs ballets pour des compagnies asiatiques, notamment A Sign of Love, d'après In the Mood for Love, pour le Ballet de Shanghaï (2006),.

## Vie privée
Bertrand d’At meurt le 2 juillet 2014 à Mulhouse à l’âge de 56 ans,.